# Gad (divinità)

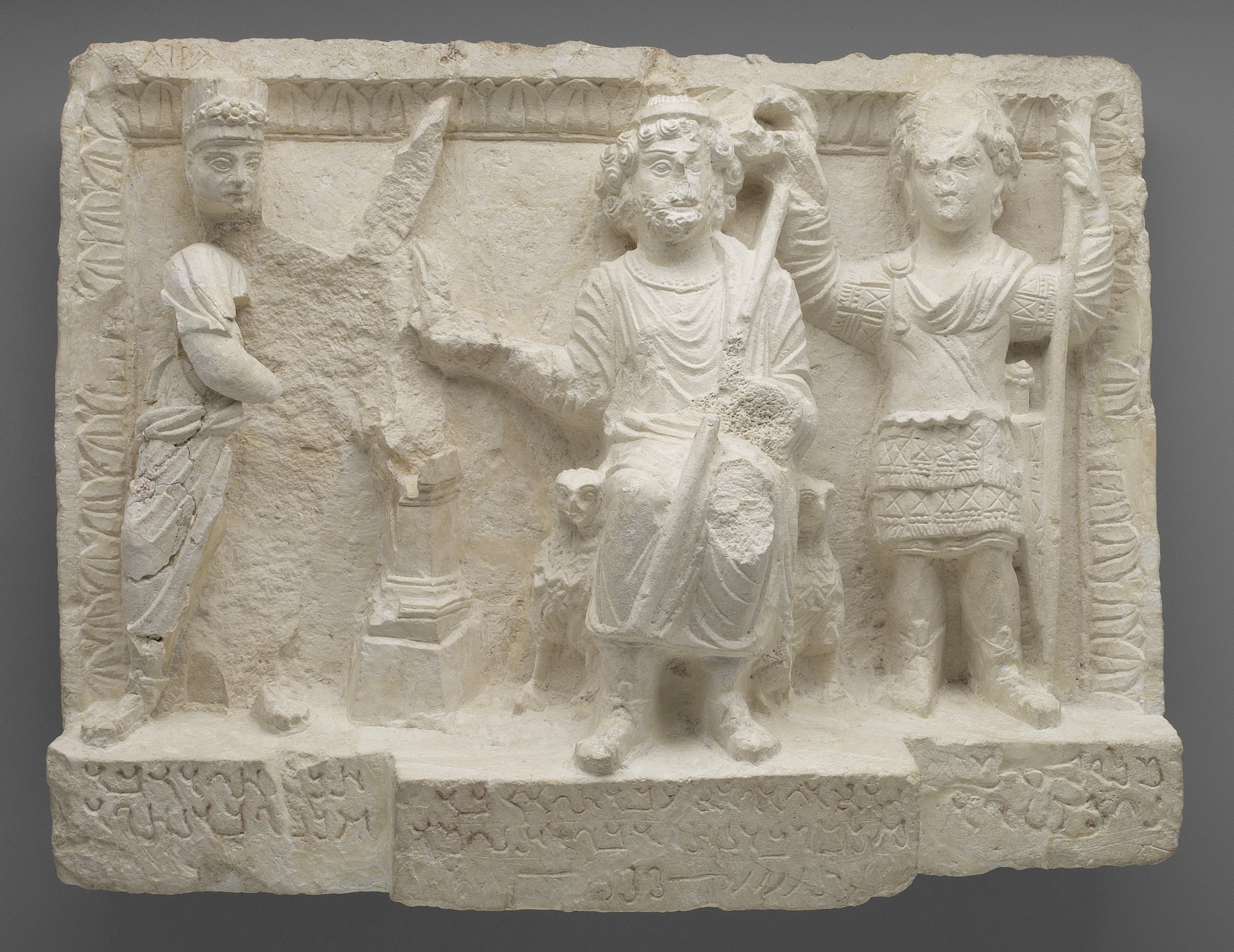
Rilievo dal Tempio di Gadde, Dura-Europos raffigurante il dio "Gad" di Dura (al centro), il re Seleuco I Nicatore (a destra) e Hairan figlio di Maliko figlio di Nasor (a sinistra).

Gad era il nome del dio pansemita della fortuna. 
È solitamente raffigurato come un maschio ma a volte come una femmina.
È attestato in antichi documenti di Aram e Arabia. Gad è anche menzionato nella Bibbia come una divinità nel Libro di Isaia (Isaia 65:11 - alcune traduzioni lo chiamano semplicemente - il dio della - Fortuna), poiché era stato adorato da un certo numero di ebrei durante la cattività babilonese.
Gad, apparentemente, differiva dal dio del destino, che era conosciuto come Meni. La radice del verbo in “Gad” significa “tagliare” o “dividere”, e da questo deriva l'idea che il destino venga assegnato.

## Etimologia
La fortuna, destino, sorte sono espresse dal termine gād, che ricorre in non poche lingue semitiche occidentali. Molto probabilmente. esso deriva dalla radice gdd, che significa "tagliare" o, secondo altri, "irrompere". Questa radice è presente nei testi della città di Mari, di Ugarit, oltreché in testi e iscrizioni in lingua fenicia e punica, aramaica, nabatea e della zona siriana, araba ed etipica.

## Connessioni israelite
È possibile che il figlio di Giacobbe di nome Gad prenda il nome da Gad, o che Gad sia un nome teoforico, o descrittivo. Sebbene il testo presenti una ragione diversa, la citazione (ketub) di Zilpa (la madre di Gad), che dà la ragione del nome di Gad, potrebbe essere intesa in questo modo. In Genesi 30,11 ricorre il nome di Gad, settimo figlio di Giacobbe, il cui nome viene commentato da Lia con l'espressione ebraica gād ("per fortuna").
Gad e Manot/Meni sono ricordati come divinità pagane anche in Isaia 65,11. Gad appare in epoca cananea anche in toponimi, associato al dio pagano Baal: Baal-Gad si rinviene in Giosuè 11,17, Giosuè 12,7, Giosuè 13,5 e anche Migdal-Gad (nel territorio di Giuda) in Giosuè 15,37, o anche Baalgad, una città ai piedi del monte Hermon.
Compaiono anche i nomi propri Gaddi (dove gaddî/gadî sono nomi ipocoristici, cioè abbreviati perché mancanti del nome di un dio) e Gaddiel ("la mia fortuna è Dio", riferito a El, Dio israelita), rispettivamente nelle tribù di Manasse e Zabulon (Numeri 13:10,11). Gaddì è menzionato anche in 2 Re 15,14.17.
Gad era la divinità pagana della fortuna, che nella Bibbia viene ricondotta al culto di Dio, chiamato El o JHWH.
Gad corrispondeva al genio di una persona, di un clan, di una città o di un qualsiasi luogo sacro: si ha così Gad-Tadmor (antica Palmira), e Gad Taimi, la divinità tutelare di uno dei clan, i Bene-Bonna.
Tuttavia, non si deve supporre che Gad sia sempre stato considerato una divinità indipendente. Il nome era senza dubbio in origine un appellativo, che significa “il potere che assegna”. Quindi uno qualsiasi degli dei più grandi che si suppone favoriscano gli uomini potrebbe essere considerato il donatore di buona fortuna ed essere adorato sotto quel titolo; è possibile che Giove, il pianeta, possa essere stato tale Gad così onorato, poiché tra gli arabi il pianeta Giove era chiamato la Fortuna maggiore (mentre Venere era chiamata la Fortuna minore).
Gad è il patrono di una località, di una montagna (Kodashim, trattato Hullin 40a), di un idolo (Genesis Rabbah, lxiv), di una casa o del mondo (Genesis Rabbah, lxxi.). Quindi "fortuna" può anche essere cattiva (Ecclesiaste Rabbah, vii. 26). Un giaciglio o un letto per questo dio della fortuna è menzionato nel trattato mishnaico Nedarim 56a.